# Jacopo V Appiano
Jacopo V Appiano (Piombino, 1480 – Piombino, 20 ottobre 1545) fu ottavo Signore di Piombino, Scarlino, Populonia, Suvereto, Buriano, Badia al Fango e delle isole d'Elba, Montecristo e Pianosa; anche conte palatino.

## Biografia
Jacopo V, figlio di Jacopo IV Appiano e Vittoria Todeschini Piccolomini d'Aragona, come i suoi antenati, inizialmente si orientò verso una politica filo aragonese sposando a Napoli nel 1510 Marianna d'Aragona (Saragozza, 1485 - Piombino, 1513), già vedova di Roberto II Sanseverino, Principe di Salerno, e figlia di don Alfonso primo Duca di Villahermosa e Conte di Ribagorza, figlio illegittimo di Giovanni II d'Aragona, e quindi fratellastro di Ferdinando II d'Aragona, che proprio in quegli anni era divenuto sovrano di Napoli. 
Morta la prima moglie, ed eletto al soglio Giovanni de' Medici come Papa Leone X, il 20 agosto 1514 a Firenze sposò Emilia Ridolfi (Firenze, 9 aprile 1500 - Firenze, 10 ottobre 1514), figlia di Piero Ridolfi e di Contessina de' Medici, sorella del pontefice; la sposa morì prima di consumare il matrimonio. Poco prima del 20 novembre 1521, sposò, sempre a Firenze, Clarice Ridolfi (Firenze, 22 aprile 1507 - Piombino, 1522), sorella minore della defunta Emilia, a cui era fidanzato dal 1515, ma anche questo matrimonio restò improle. 
Nel luglio 1524 sposò Elena Salviati (Firenze, 1500 - Genova, 9 maggio 1551), già vedova di Pallavicino Pallavicino, Marchese di Busseto: era figlia di Jacopo Salviati e di Lucrezia de' Medici, sorella anch'essa di Leone X e cugina poi di Clemente VII. Grazie a questi legami il suo regno non fu travagliato come quello del padre e poi del figlio. 
Ospitò a corte noti artisti, come Il Sodoma, che fu impegnato, fra il 1514 e il 1537, nel ciclo di affreschi del Palazzo di Cittadella, della Chiesa di Santa Croce a Populonia e in diverse pale d'altare, Rosso Fiorentino, nel periodo 1516-1520, che dipinse un suo ritratto, da identificarsi presumibilmente con il Ritratto di giovane uomo e un Cristo morto bellissimo, e Pietro l'Aretino nel 1545.
Durante la signoria di Jacopo, l'isola d'Elba venne devastata dalla flotta corsara di Khayr al-Din Barbarossa, che rispose ad una mancata richiesta di restituzione di un giovane, figlio di Sinan rais, da anni trattenuto proprio a Piombino alla corte degli Appiano.

## Ascendenza
|                                           |                             |                          | Genitori             |  |  | Nonni |  |  | Bisnonni         |  |  | Trisnonni        |  |
|                                           |                             |                          |                      |  |  |       |  |  | Emanuele Appiano |  |  | Jacopo I Appiano |  |
|                                           |                             |                          |                      |  |  |       |  |  | Emanuele Appiano |  |  | Jacopo I Appiano |  |
|                                           |                             | Polissena Pannocchieschi |                      |  |  |       |  |  | Emanuele Appiano |  |  |                  |  |
| Jacopo III Appiano                        |                             |                          |                      |  |  |       |  |  | Emanuele Appiano |  |  |                  |  |
|                                           |                             | Colia de' Giudici        | Alfonso V d'Aragona  |  |  |       |  |  |                  |  |  |                  |  |
|                                           |                             | Colia de' Giudici        | Alfonso V d'Aragona  |  |  |       |  |  |                  |  |  |                  |  |
|                                           |                             | Colia de' Giudici        | Ippolita             |  |  |       |  |  |                  |  |  |                  |  |
| Jacopo IV Appiano                         |                             | Colia de' Giudici        |                      |  |  |       |  |  |                  |  |  |                  |  |
|                                           |                             | Giano Fregoso            | Bartolomeo Fregoso   |  |  |       |  |  |                  |  |  |                  |  |
|                                           |                             | Giano Fregoso            | Bartolomeo Fregoso   |  |  |       |  |  |                  |  |  |                  |  |
|                                           |                             | Giano Fregoso            | Caterina Ordelaffi   |  |  |       |  |  |                  |  |  |                  |  |
| Battistina Fregoso                        |                             | Giano Fregoso            |                      |  |  |       |  |  |                  |  |  |                  |  |
|                                           |                             | Violante Gentile         | Francesco Gentile    |  |  |       |  |  |                  |  |  |                  |  |
|                                           |                             | Violante Gentile         | Francesco Gentile    |  |  |       |  |  |                  |  |  |                  |  |
|                                           |                             | Violante Gentile         | …                    |  |  |       |  |  |                  |  |  |                  |  |
| Jacopo V Appiano                          |                             | Violante Gentile         |                      |  |  |       |  |  |                  |  |  |                  |  |
|                                           | Giovanni "Nanni" Todeschini | …                        |                      |  |  |       |  |  |                  |  |  |                  |  |
|                                           | Giovanni "Nanni" Todeschini | …                        |                      |  |  |       |  |  |                  |  |  |                  |  |
|                                           | Giovanni "Nanni" Todeschini | …                        |                      |  |  |       |  |  |                  |  |  |                  |  |
| Antonio Todeschini Piccolomini d'Aragona  | Giovanni "Nanni" Todeschini |                          |                      |  |  |       |  |  |                  |  |  |                  |  |
|                                           |                             | Laudomia Piccolomini     | Silvio Piccolomini   |  |  |       |  |  |                  |  |  |                  |  |
|                                           |                             | Laudomia Piccolomini     | Silvio Piccolomini   |  |  |       |  |  |                  |  |  |                  |  |
|                                           |                             | Laudomia Piccolomini     | Vittoria Forteguerri |  |  |       |  |  |                  |  |  |                  |  |
| Vittoria Todeschini Piccolomini d'Aragona |                             | Laudomia Piccolomini     |                      |  |  |       |  |  |                  |  |  |                  |  |
|                                           |                             | Ferdinando I di Napoli   | Alfonso V d'Aragona  |  |  |       |  |  |                  |  |  |                  |  |
|                                           |                             | Ferdinando I di Napoli   | Alfonso V d'Aragona  |  |  |       |  |  |                  |  |  |                  |  |
|                                           |                             | Ferdinando I di Napoli   | Giraldona Carlino    |  |  |       |  |  |                  |  |  |                  |  |
| Maria d'Aragona                           |                             | Ferdinando I di Napoli   |                      |  |  |       |  |  |                  |  |  |                  |  |
|                                           |                             | Diana Guardato           | …                    |  |  |       |  |  |                  |  |  |                  |  |
|                                           |                             | Diana Guardato           | …                    |  |  |       |  |  |                  |  |  |                  |  |
|                                           |                             | Diana Guardato           | …                    |  |  |       |  |  |                  |  |  |                  |  |
|                                           |                             | Diana Guardato           |                      |  |  |       |  |  |                  |  |  |                  |  |

## Matrimoni e discendenza
Jacopo V non ebbe figli nei matrimoni con Marianna d'Aragona, Emilia Ridolfi e Clarice Ridolfi. Ebbe invece due figli dalla quarta moglie Elena Salviati: 
- Jacopo VI (Piombino, 1529 - Piombino, 15 maggio 1585),[1] Signore di Piombino.
- Alfonso Appiano (Piombino, 1535 - Madrid, 1590),[1] Cavaliere di Santo Stefano nel 1563 e l'anno successivo Ammiraglio delle Galere della marina del Granducato di Toscana. Nel 1581 sposa la contessa Isabella d'Arco, figlia del conte Scipione.

Da una certa Giulia, dama di compagnia di Elena Salviati, ebbe un figlio illegittimo:
- Alfonsino (1530 - morto giovane),[1] sposò Oriettina Fieschi, la quale ebbe un figlio adulterino da suo cognato Jacopo VI, Alessandro, che succedette al padre naturale nella signoria di Piombino.